# Panta Rei (musikgrupp)
Panta Rei var en musikgrupp från Uppsala.
Panta Rei bildades omkring 1970 av gitarristen Thomas Arnesen. Då bandets självbetitlade album Panta Rei (Harvest 4E 062-34828) utkom 1973 var de övriga medlemmarna Georg Trolin (sång, munspel), Leif Östman (gitarr), Cary Wihma (bas, percussion) och Tomo Wihma (trummor). På albumet medverkade som gästartister jazzmusikerna Gunnar Lindqvist (flöjt) och Göran Freese (saxofon), båda tidigare medlemmar i improvisationskollektivet G.L. Unit. Trots att Panta Rei var ett framstående liveband och medverkade flera gånger i Sveriges Radio blev albumet föga uppmärksammat då det kom ut, men är i dag mycket eftersökt. Arnesen har senare spelat i en rad olika konstellationer.